# Josef Šnajdr
Josef Šnajdr (22. ledna 1909 Luhačovice – 14. září 1992 Brookwood, Surrey) byl československý generálmajor, pilot a později velitel 311. československé bombardovací perutě Royal Air Force během druhé světové války.

## Život
Josef Šnajdr se narodil v Luhačovicích. Vystudoval Vyšší státní elektrotechnickou průmyslovou školu a poté v roce 1929 vstoupil do školy pro důstojníky letectva v záloze. V letech 1931-1933 studoval na Vojenské akademii v Hranicích a v roce 1933 nastoupil ke 4. horskému pěšímu pluku v Jelšavě a o rok později k 6. leteckému pluku v Kbelích.
Po zahájení druhé světové války se přidal k odboji a s několika letci odešel do Spojeného království k Royal Air Force, kde se stal bombardovacím pilotem. Od 20. dubna 1942 po smrti Josefa Ocelky byl velitelem 311. československé bombardovací perutě. Tuto funkci zastával do 31. ledna 1943. Během války působil také na Inspektorátu československého letectva v Londýně jako přednosta studijní skupiny, poté jako československý styčný důstojník u pobřežního a dopravního letectva.
Po válce se vrátil k 6. leteckému pluku v Kbelích, kde působil až do února 1948. Později emigroval do Spojeného království, kde působil jako předseda Svazu letců svobodného Československa, kromě toho založil a stal se starostou českého sokola v Londýně. Zemřel v Brookwoodu v roce 1992.

## Vyznamenání
Za svoji bojovou činnost získal několik vyznamenání.
- 1940  Československý válečný kříž 1939, udělen 28.10.1940
- 1941  Československá medaile Za chrabrost před nepřítelem, udělen 16.04.1941
- 1941  Československá medaile Za chrabrost před nepřítelem, udělen podruhé 16.04.1941
- 1941  Československý válečný kříž 1939, udělen podruhé 21.06.1941
- 1941  Československý válečný kříž 1939, udělen potřetí 01.07.1941
- 1941  Československý válečný kříž 1939, udělen počtvrté 01.09.1941* 1941
- 1941  Záslužný letecký kříž, udělen 31.12.1941
- 1945  Československá vojenská medaile za zásluhy, I. stupeň udělen 03.03.1945
- Pamětní medaile československé armády v zahraničí, se štítkem Francie a Velká Británie
- Hvězda 1939–1945 [8]
- Medaile Za obranu [9]
- Válečná medaile 1939–1945 [10]
- Atlantic Star [11]
- Air Crew Europe Star[12]